# Chalimín
Chalimín o Chelemín, fue un líder indígena de la Confederación Diaguita-Calchaquí, curaca de los Malfines, que habitaban el oeste de la actual provincia argentina de Catamarca, en el entorno serrano de los valles de Hualfín y Andalgalá. Comandó una etapa de la guerra de resistencia contra la invasión del Imperio Español, entre 1630 y su ejecución en 1637. 

## Biografía
Poco se sabe de la vida de Chalimín antes del Gran Levantamiento iniciado en 1630. Las actas de su ejecución indican que era un «indio cojo», expresión que era utilizada por los españoles para referirse a los indígenas que eran mutilados en las encomiendas indígenas, como castigo por algún acto de «rebeldía».
Viltipoco fue un líder indígena del pueblo omaguaca, que fue curaca de Humahuaca y Purmamarca, en el norte del actual territorio de Argentina y que comandó una guerra de resistencia contra la invasión de sus tierras por parte del Imperio Español, en 1594. El levantamiento de Viltipoco integra las Guerras calchaquíes, una sucesión de enfrentamientos indígenas contra el Imperio Español, entre 1560-1667. Viltipoco unió varios señoríos indígenas contra los españoles, que le permitió formar un ejército de hasta 10 000 guerreros, con el que sitió la ciudad de San Salvador de Jujuy fundada un año antes. El fundador de Jujuy, Francisco de Argañaraz y Murguía se infiltró a continuación en la Quebrada de Humahuaca y atacó por sorpresa el campamento enemigo, matando a los principales jefes y capturando a Viltipoco, que fue llevado a San Salvador de Jujuy y luego a Santiago del Estero, donde murió en prisión algunos años después.

## Gran Alzamiento Diaguita
El levantamiento de Chalimín, conocido como el Gran Alzamiento Diaguita, forma parte de las Guerras calchaquíes, una sucesión de enfrentamientos indígenas contra el Imperio Español, entre 1560-1667. Chalimín unió varios señoríos indígenas contra los españoles, que le permitió formar un ejército, con el que atacó las ciudades españolas de Tucumán, Londres y La Rioja, recuperando durante siete años el control de un amplio territorio comprendiendo partes de las provincias de Catamarca, Tucumán y Salta, con base en el valle de Hualfin en Catamarca.